# Oncophorus billardierei
Oncophorus billardierei là một loài rêu trong họ Dicranaceae. Loài này được Brid. Brid. mô tả khoa học đầu tiên năm 1826.